# 埼玉県薬剤師国民健康保険組合

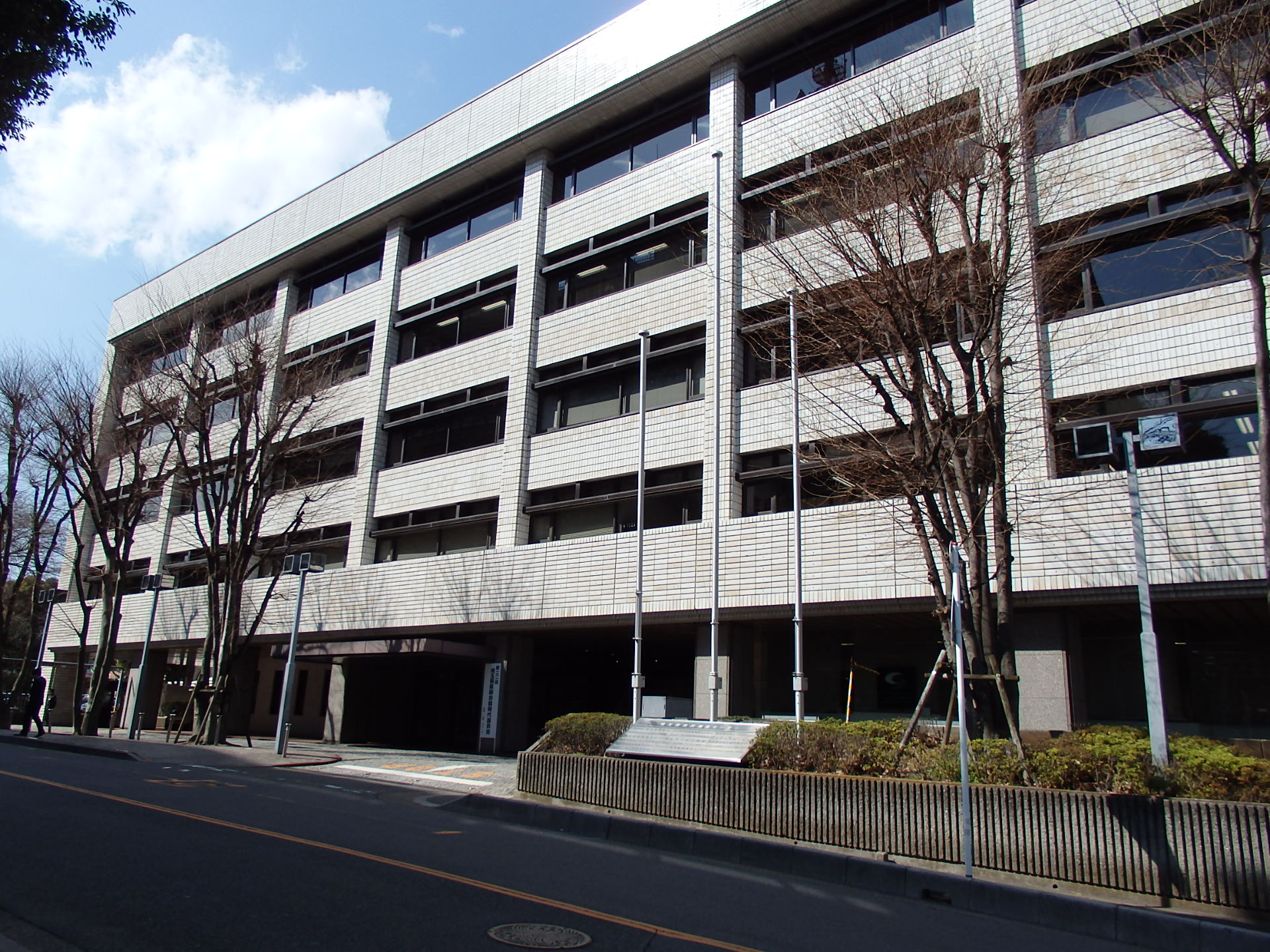
組合が入居している県民健康センター

埼玉県薬剤師国民健康保険組合（さいたまけんやくざいしこくみんけんこうほけんくみあい）は、埼玉県さいたま市浦和区に本部を置く公法人。

## 概要
埼玉県薬剤師会会員である薬局や一般販売業に従事している被保険者により構成される。1958年（昭和33年）4月1日に創立された。

## 本部所在地
- さいたま市浦和区仲町3-5-1埼玉県県民健康センター4階